# Strike-a-Light River
Der Strike-a-Light River ist ein Fluss im Südosten des australischen Bundesstaates New South Wales.
Früher hieß der Fluss Strike-a-Light Creek oder – auf einem Teilstück – auch Tinderry Creek. Erst 1969 bekam er seinen heutigen Namen.

## Verlauf
Der Fluss entspringt drei Kilometer südlich der Kleinstadt Jerangle an den Osthängen des Mount Wangrah in der südlichen Tinderry Range (Great Dividing Range) in 1200 m Höhe. Der Strike-a-Light River fließt in nordwestlicher Richtung zur Strike-a-Light Nature Reserve und dann nach Südwesten zum Bredbo River. Bis zu seiner Mündung in den Bredbo River legt er eine Strecke von 38 Kilometern zurück.

### Nebenflüsse
Seine Nebenflüsse sind der Calabash Creek, der Rocky Creek und der Wangrah Creek. Der gesamte Fluss befindet sich in der Local Government Area Cooma-Monaro Shire.

## Fauna
Im Strike-a-Light River leben verschiedene Amphibien, wie das Bibronkrötchen (Pseudophryne bibronii), das Ostaustralische Fröschchen (Crinia signifera), der Südaustralische Banjofrosch (Limnodynastes dumerilii),  der Tasmanische Banjofrosch (Limnodynastes tasmaniensis) und der Verreaux-Baumfrosch (Litoria verreauxii).

## Flora
Die typische Vegetation entlang des Flusses sind Eukalyptuswälder (Eucalyptus bridgesiana, Eucalyptus viminalis) und trockenes Buschland, ebenso wie Gebiete, die teilweise von der natürlichen Vegetation befreit wurden.